# Рођак
Рођак у српском језику означава родбинску везу према којој се рођачко средство заснива на заједничком поријеклу, односно према којој рођаци вуку поријекло од једног или више истих предака. 
Прво кољено означава везу која се заснива на поријеклу од исте бабе и деде, или обоје. У српском се ово сродство чешће назива и брат или сестра, с тим да се напомиње да се ради о брату од тетке, стрица или ујака, односно сестри од тетке, стрица или ујака.